# ميمو رمسيس
ميمو رمسيس هو ممثل مصري، شارك في بطولة فيلمان فقط، وهما إسماعيل يس بوليس سري وفيلم ملاك وشيطان، ثم ترك المجال الفني وهاجر مع شقيقه جمال رمسيس إلى الولايات المتحدة في مطلع الستينات، وانقطعت أخباره فيما بعد.

## روابط خارجية
- ميمو رمسيس على موقع IMDb (الإنجليزية)
- ميمو رمسيس على موقع الدهليز
- ميمو رمسيس على موقع قاعدة بيانات الأفلام العربية